# Tornet (tarotkort)

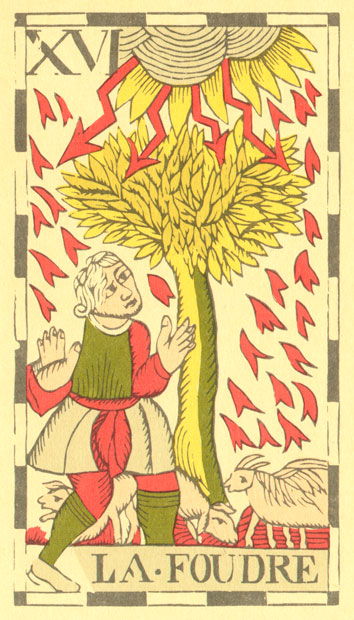
En belgisk tarotkortlek från 1600-talet där tornet istället kallas för Blixten och där bilden föreställer en blixt som slår ned i ett träd.

Tornet är ett av de 78 korten i en tarotkortlek och är ett av de 22 stora arkanakorten. Kortet ses generellt som nummer 16. Rättvänt symboliserar kortet katastrof, förstörelse, förintelse, trauma, kaos och plötslig förändring. Omvänt symboliserar kortet att undgå katastrof, att skjuta upp det oundvikliga och att motstå förändring. Kortet föreställer generellt ett torn på toppen av ett berg som träffas av en blixt, som får det att stå i brand. Från tornet hoppar två människor för att undgå förstörelsen.  Tornet har genom historien ändrat utseende och har inte alltid föreställts genom ett torn. I vissa lekar föreställer kortet istället till exempel två nakna människor som flyr en brinnande byggnad. I en belgisk tarotkortlek från 1600-talet hette kortet istället Blixten och hade en blixt som slår ned i ett träd som motiv. Vad som är inspirationen bakom kortet är oklart, vissa menar att tornet är en anspelning på Babels torn. Åter andra menar att det symboliserar Jesus nedstigande till dödsriket alternativt Adam och Eva som tvingas lämna Edens trädgård.